# Rhithral
Das Rhithral (altgriechisch ῥεῖϑρον „Bach“) ist ein Fachbegriff der Limnologie und Hydrologie für den Lebensraum Bach. Es wird in Epi-, Meta- und Hyporhithral unterteilt (oberer, mittlerer und unterer Bachabschnitt). Quellwärts schließt sich das Krenal (Quellregion) und mündungswärts das Potamal (Flussregion) an.
Fließgewässer werden fischereirechtlich nach dort lebenden Leitfischarten in so genannte Fischregionen eingeteilt. Dem Epi- und Metarhithral entspricht die obere bzw. die untere Forellenregion, dem Hyporhithral die Äschenregion.

## Ökologische Bedingungen
Kennzeichnend für das Rhithral als Lebensraum ist in erster Linie die Strömung. Bäche weisen in der Regel eine schnellere Strömung auf als Flüsse oder Quellrinnsale. Obwohl von träge fließenden Tieflandsbächen bis zu schnell schießenden Gebirgsbächen ein breites Spektrum von Möglichkeiten verwirklicht ist, können nur Arten mit besonderen Anpassungen an die Strömung im Rhithral leben. Dabei lässt sich eine Lebensgemeinschaft der schnell fließenden (lotischen) und der langsam fließenden (lenitischen) Zonen unterscheiden. Besonders Organismen der lotischen Zone besitzen in der Regel spezielle Anpassungen, z. B. Haft- oder Haltevorrichtungen, strömungsangepassten Körperbau usw.
Abhängig von der Strömung sind im Rhithral unterschiedliche Substrattypen ausgebildet. Die Transportkraft des fließenden Wassers steigt mit der Strömungsgeschwindigkeit an. Typisch für die schnell fließenden Bergbäche ist deshalb eine Sohle aus Kies und Steinen (Strömungsgeschwindigkeiten größer als 60 cm/s). In langsam fließenden Abschnitten und hinter Strömungshindernissen können die kleineren Sandkörner abgelagert werden und Sandbänke ausbilden. In langsam fließenden Tieflandsbächen ist generell eine sandige Sohle typisch. Kennzeichnend für das Rhithral ist ein hoher Anteil von hartsubstratbewohnenden Arten („Lithal“), während in Flüssen Weichsubstratbewohner, also Besiedler von Schlamm oder Sand, häufiger sind. Auch in Tieflandbächen sind fast alle typischen Bacharten Hartsubstratbesiedler; neben auch hier vorkommendem Kies weichen sie v. a. auf Totholz aus.
Aufgrund der meist geringen Wasserspiegelbreite der Bäche sind diese in der Regel von den Uferbäumen voll beschattet. In der Naturlandschaft waren Bäche immer von einem  Auwald begleitet. In landwirtschaftlich genutzten Landschaften ist der Bach häufig von einem schmalen Galeriewald aus Erlen und Weiden begleitet. Voll besonnte Bäche entsprechen nicht dem natürlichen Zustand und weisen eine abweichende Lebensgemeinschaft auf. Die Beschattung der Bäche hat gravierende Folgen für die Lebensbedingungen. So bleiben Bäche normalerweise das ganze Jahr über kühl. Die Sommerwassertemperatur, die mit zunehmender Entfernung von der Quelle zunimmt, erreicht im Epi- und Metarhithral etwa 10 °C, im Hyporhithral bis zu 15 °C. In belichteten Bächen oder (hier: natürlicherweise) in Flüssen steigt die Wassertemperatur bis über 25 °C an. Durch das kühle Wasser besitzen die Bäche einen durchgängig hohen Sauerstoffgehalt. In nicht organisch verschmutzten Bächen liegt er immer nahe der Sättigung und in der Regel über 8 mg/l. Auch quellwärts (im Krenal) sind niedrigere Sauerstoffgehalte typisch, weil das Grundwasser in der Regel sauerstofffrei ist.
Weitere Folge der Beschattung ist, das in Bächen höhere Wasserpflanzen so gut wie gar nicht vorkommen. Obwohl in manchen Bachtypen einige spezialisierte Pflanzenarten wie das Quellmoos vorkommen können, sind vor allem typische Bergbäche vollkommen frei von Wasserpflanzen. Einzellige Algen kommen als Belag auf den Steinen vor (vor allem Kieselalgen). Sehr selten können auch süßwasserbewohnende Rotalgen, z. B. der Gattungen Lemanea und Hildenbrandia Überzüge auf Steinen bilden. Hingegen ist Phytoplankton normalerweise bedeutungslos. Als Nahrungsquelle für die Bachfauna stehen deshalb vor allem Materialien zur Verfügung, die von außen in den Bach kommen. Wichtigste Nahrungsquelle ist häufig das von den Uferbäumen in den Bach fallende Falllaub. Typisch für das Rhithral sind deshalb als Ernährungstypen Zerkleinerer (sie zersetzen das abgestorbene Laub) und Weidegänger (sie weiden den organischen Belag auf den Steinoberflächen ab). Seltener sind z. B. Filtrierer und Detritusfresser.
Die Lebensbedingungen im Rhithral sind deshalb bei einigen Faktoren recht extrem, z. B. Strömung, tiefe Temperaturen, geringe Produktivität. Andere Faktoren sind hingegen für eine Besiedlung förderlich: Hoher Sauerstoffgehalt, relativ konstante Lebensumstände. In der Konsequenz weist das Rhithral bei einigen Tiergruppen eine sehr charakteristische und eigenständige, artenreiche Lebensgemeinschaft auf. Pflanzen (wegen der Beschattung) und Wirbeltiere (wegen der Nahrungsarmut) sind hingegen eher artenarm vertreten.

## Lebensgemeinschaft
Die Lebensgemeinschaft des Rhithrals ist bei den wirbellosen Tieren, insbesondere bei einigen Insektenordnungen, so artenreich und auch so reich an spezialisierten und charakteristischen Arten, dass im Folgenden nur eine kleine Auswahl typischer Formen genannt werden kann. Artenreichste Insektenordnungen sind die Köcherfliegen (Trichoptera), einige Familien der Zweiflügler (Diptera), die Eintagsfliegen (Ephemeroptera) und die Steinfliegen (Plecoptera). Weitere charakteristische Vertreter stellen die Libellen (Odonata) und die Käfer (Coleoptera). Betrachtet man die Biomasse, kommen einige artenärmere Gruppen hinzu, die sehr individuenreich sein können und im Massenanteil die viel artenreicheren Insektenlarven sogar übertreffen können. An erster Stelle betrifft dies die Flohkrebse (Amphipoda) aus der Familie Gammaridae. Bedeutsam sind auch große Strudelwürmer (Turbellaria), die Planarien. Seltener als in Flüssen (aber auch mit einigen charakteristischen Arten beteiligt) sind z. B. Muscheln und Schnecken, Ringelwürmer und Egel. Die (mit bloßem Auge sichtbare) wirbellose Lebensgemeinschaft der Bachsohle wird als Makrozoobenthos zusammengefasst. Arten mit Lebensschwerpunkt im freien Wasserkörper spielen in Bächen aufgrund der Strömung überhaupt keine Rolle. Selbst die Fischarten leben überwiegend am Boden.

### Fische
Gegenüber dem Potamal ist das Rhithral eher ärmer an Fischarten. Die Fischartenzahl nimmt mit der Größe des Fließgewässers vom Epirhithral bis zum Hyporhithral deshalb deutlich zu.
- Bachforelle kennzeichnende Art der Bachmittel- und oberläufe (Epi- und Metarhithral), sie kommt bis ins Hyporhithral mit gleicher Häufigkeit vor, hier von anderen Arten begleitet.
- Äsche. Typisch für Bachunterläufe (Hyporhithral)

Diese Arten dienen der Charakterisierung der Gewässer in sog. Fischregionen. Typische Fischarten des Rhithrals sind außerdem
- Groppe
- Bachneunauge
- Bachschmerle
- Elritze.

### Muscheln
- Flussperlmuschel (Margaritifera margaritifera). In Deutschland vom Aussterben bedroht.

### Schnecken
- Flussmützenschnecke (Ancylus fluviatilis)

### Strudelwürmer
- Dreieckskopf-Planarie (Dugesia gonocephala)

### Egel
- Großer Schneckenegel (Glossiphonia complanata), häufiger nur in verschmutzten Bächen

### Krebstiere
Flohkrebse (Gammaridae) sind in vielen Bachtypen die individuen- und biomassereichsten Rhithralbesiedler. Da sie nur moderate Strömung ertragen, treten sie in sehr rasch fließenden Bergbächen zurück, ohne ganz zu fehlen. Flohkrebse fehlen in von Natur aus sauren, oder durch Luftverschmutzung versauerten, Bächen.
- Bachflohkrebs (Gammarus fossarum). Eher in Mittelgebirgsbächen
- Gewöhnlicher Flohkrebs (Gammarus pulex). Eher in Tieflandsbächen. verschmutzungstoleranter.
- Steinkrebs. Süddeutschland, im Mittelgebirge. Heute durch die Krebspest selten

### Eintagsfliegen
- Baetis rhodani, verschmutzungstolerant, auch in unverschmutzten Bächen oft die häufigste Eintagsfliegenart
- Ecdyonurus. In Bergbächen in der Regel mit zwei oder drei Arten. Häufig sind: Ecdyonurus venosus (Epi- bis Metarhithral), Ecdyonurus torrentis (Hyporhithral)
- Epeorus assimilis
- Rhithrogena. Artenreiche Gattung mit vielen neu beschriebenen Arten
- Große Eintagsfliege Ephemera danica. Larve eingegraben in Sandbänken
- Ephemerella ignita

### Libellen
- Zweigestreifte Quelljungfer (Cordulegaster boltoni). Entgegen dem Namen keine Quellart!
- Blauflügel-Prachtlibelle (Calopteryx virgo)

### Steinfliegen
- Protonemura. Artenreiche Gattung, sehr verschmutzungempfindlich. In unverschmutzten Bergbächen regelmäßig mit drei bis vier Arten
- Nemoura. Artenreiche Gattung mit einer verschmutzungstoleranten Art (Nemoura cinerea)
- Isoperla. Eine der drei häufigen Arten in jedem unverschmutzten Bergbach
- Perla marginata

### Wanzen
- Grundwanzen Aphelocheirus aestivalis
- Großer Bachläufer Velia caprai

### Schlammfliegen
- Sialis lutaria, nur in langsam fließenden Bächen

### Käfer
- Hakenkäfer. Artenreiche Familie, in quasi jedem unverschmutzten Bach mit einer oder meist mehreren Arten. Sehr häufig: Elmis maugetii, Elmis aenea, Limnius perrisi, Limnius volckmari, Esolus parallelepipedus. Arten der Gattungen Riolus und Oulimnius typisch für Kalkbäche mit Kalksinterfällungen. Imagines Plastonatmer.
- Hydraena (Langtasterwasserkäfer). Artenreiche Gattung. In Bergbächen meist mit mehreren Arten
- Schwimmkäfer (Dytiscidae). Typische Arten z. B. Deronectes platynotus, Oreodytes sanmarkii, Agabus guttatus

### Köcherfliegen
Aufgrund der Artenfülle der Köcherfliegen im Rhithral können auch von den typischsten Vertretern nur ausgewählte genannt werden.
- Rhyacophila. In sauberen Bergbächen regelmäßig drei oder vier Arten, in Tieflandsbächen regelmäßig eine oder zwei. Räuber
- Glossosoma conformis
- Hydropsyche. In Bächen regelmäßig drei und mehr Arten. In Mittelgebirgsbächen häufigste Art: H. siltalai.
- Drusus biguttatus. Diese und andere Arten der Gattung sind typisch in Epirhithral.
- Anomalopterygella chauvinia, typische Hyporhithralart.
- Chaetopteryx villosa, häufig in allen Bachtypen, oft häufigste Köcherfliegenart.
- Potamophylax sp., v. a. P. cingulatus und P. luctuosus.
- Silo. Eine der drei häufigen Arten in jedem unverschmutzten Bach.
- Lepidostoma basale. Typische Hyporhithralart. Soll Totholz als Lebensraum bevorzugen.
- Sericostoma personatum. Bevorzugt in Sandbänken in Bachoberläufen
- Odontocerum albicorne. Fehlt in keinem unverschmutzten Bergbach, ist aber sehr verschmutzungsempfindlich.

### Zweiflügler
Aus dieser sehr artenreichen Ordnung sind nur wenige Familien regelmäßig im Rhithral unverschmutzter Bäche vertreten, die aber zu den häufigsten Besiedlern gehören. Ein übermäßig hoher Anteil der Dipteren an der Lebensgemeinschaft deutet auf Bachdegradation durch Verschmutzung oder Gewässerausbau hin.
- Zuckmücken. Die Familie ist mit kaum überschaubarer Artenfülle in allen Gewässertypen verbreitet. Viele der (schwer bestimmbaren) Arten sind Rhithralspezialisten. Bei Gewässerverschmutzung manchmal Massenvorkommen weniger Arten.
- Kriebelmücken. In allen Fließgewässern verbreitet. Typische Rhithralarten sind die Arten der Gattung Prosimulium und der Untergattung Nevermannia der sehr großen Gattung Simulium, z. B.: Prosimulium latimucro, Prosimulium hirtipes, Simulium costatum
- Stelzmücken, vor allem in langsam fließenden Bächen mit zahlreichen Arten.

### Vögel
Für das Rhithral typisch ist vor allem die Wasseramsel.

## Lebensgemeinschaft der Bachufer
Vom Fließgewässer beeinflusste Randzonen sind im Rhithral kleiner als im Potamal, gehören aber auch hier zum typischen Lebensraum. Die Bachaue ist natürlicherweise von Auwald geprägt. Besonders typisch für Bachauen ist der Erlen-Eschen-Bachauenwald (Vegetationseinheit: Assoziation Carici remotae-Fraxinetum im pflanzensoziologischen System). Obwohl die Aue mit dem Bach zusammenhängt und bedeutsame Wechselwirkungen bestehen, wird sie selbst normalerweise (als terrestrischer Lebensraum) nicht zum eigentlichen Rhithral gerechnet. Der eigentliche Uferbereich ist schmal und wird im Wesentlichen durch die Zone des jahreszeitlich schwankenden Wasserstands gebildet. Bei schnell fließenden Bächen mit hoher Transportkraft können bei Niedrigwasser mehr oder weniger ausgedehnte Schotter- oder Sandbänke trockenfallen. Diese sind viel kleiner als im Potamal, weisen aber eine eigenständige Lebensgemeinschaft auf, in der Räuber dominieren. Häufig sind verschiedene Laufkäferarten, vor allem aus der Gattung Bembidion. Typisch sind auch die Uferwanzen Saldula c-album und die Wolfspinne Pirata knorri. Typischer wirbelloser Besiedler der feuchten Sandbänke ist weiterhin die Larve des Netzflüglers Osmylus fulvicephalus (Europäischer Bachhaft). Kennzeichnende Wirbeltierart der Ufer ist die Wasserspitzmaus (Neomys fodiens).
Krautige Uferpflanzen und Röhricht sind eher an Tieflandsbächen verbreitet. Im pflanzensoziologischen System sind die Röhrichte an Bächen als eigenständige Vegetationseinheiten (Gesellschaften des Verbands Glycerio-Sparganion) gefasst. Typische Arten sind zum Beispiel Flutender Schwaden (Glyceria fluitans), Blauer Wasser-Ehrenpreis (Veronica anagallis-aquatica), Bachbunge (Veronica beccabunga), Zottiges Weidenröschen (Epilobium hirsutum) und Bachberle (Berula erecta). Bachröhrichte finden sich bevorzugt an Tieflandsbächen. An Mittelgebirgsbächen bilden Pestwurzen (Petasites hybridus und Petasites albus), selten auch der Straußenfarn (Mattheucia struthiopteris) und der Winter-Schachtelhalm (Equisetum hyemale) manchmal typische Bestände.

## Bachtypologie
Die Lebensgemeinschaft des Rhithrals ist je nach den Eigenschaften des einzelnen Gewässers (Faktoren Strömungsgeschwindigkeit, Substrattyp, Laufentwicklung/Krümmung, Beschattung, pH-Wert, Saprobie, u. v. a.) unterschiedlich ausgeprägt. Grundtypen sind der Gebirgsbach mit sehr steilem Gefälle, schießender Strömung und Felsgrund, der Bergbach mit Kies- oder Blocksohle und verzweigtem oder schwach geschlängeltem Gerinne und der Tieflandsbach mit langsamer Strömung, Substrat aus Sand oder organischem Material und meist mäandrierendem Lauf. Die Grundtypen werden weiter in zahlreiche Einzeltypen differenziert. Typischerweise sind Gebirgsbäche deutlich artenreicher als Mittelgebirgsbäche, diese wiederum artenreicher als Tieflandsbäche. Dies gilt auch für die typischen und kennzeichnenden Arten: Während Gebirgsbäche zahlreiche charakteristische Arten besitzen, sind Mittelgebirgsbäche ihnen gegenüber vor allem durch das Fehlen dieser Spezialisten gekennzeichnet, während nur sehr wenige Arten neu hinzukommen. Tieflandsbäche weisen eine noch weiter verarmte Fauna und quasi keine eigenständigen Arten auf. Charakteristisch für Tieflandsbäche im Gegensatz zu den anderen Bachtypen ist im Wesentlichen das Vorkommen unspezialisierter, ubiquistischer Süßwasserarten, die in der spezialisierten Zönose der Gebirgsbäche fehlen.
Daneben gibt es Spezialfälle: Bäche, die sich durch besondere Faktoren auszeichnen und dadurch in die allgemeine Typologie nicht hineinpassen, z. B. Moorbäche (als Typus „organischer Bach“ genannt), natürlicherweise trockenfallende Bäche, Brackwasser-beeinflusste Bäche und einige andere. Einzelheiten zur Bachtypologie finden sich im Artikel Fließgewässertyp.
Die Lebensgemeinschaft des Rhithrals ist je nach Bachtyp unterschiedlich. Daneben existiert aber ein breiter Grundstock von Rhithralarten, die in quasi allen Bachtypen gleichermaßen verbreitet sind.

## Bachverschmutzung und Bachdegradation
Bäche als Ökosysteme stehen von Natur aus in intensiver Wechselbeziehung zu ihrem Einzugsgebiet. In einer vom Menschen besiedelten und überprägten Landschaft wirken sich die dadurch bedingten Veränderungen naturgemäß auf die Struktur und Lebensgemeinschaft des Rhithrals aus. Wichtigster Einflussfaktor war jahrzehntelang die Belastung mit organisch leicht abbaubaren Substanzen, die seit Einführung der Schwemmkanalisation im 19. Jahrhundert durch häusliche Abwässer und Fäkalien erfolgte. Die Einflüsse werden mit dem Saprobiensystem gemessen, bei dem die Lebensgemeinschaft des Gewässers quasi als Messinstrument für die Verschmutzung dient. Deshalb sind die Auswirkungen dieses Faktors auf die Lebensgemeinschaft des Rhithrals sehr gut bekannt.
Obwohl dieser Belastungsfaktor keinesfalls belanglos geworden ist, haben sich die Verhältnisse durch den Bau besserer Kläranlagen seit einem Tiefpunkt Anfang der 1970er Jahre merklich verbessert. Dadurch treten freilich andere Belastungsfaktoren nun stärker hervor, die vorher durch die starke Wirkung der saprobiellen Verschmutzung überdeckt waren. Wichtig sind diffuse Belastungen, vor allem aus der Landwirtschaft, durch eingeschwemmte Nährstoffe, Pestizide oder erodierten Oberboden. Außerdem hat sich die Wirkung der morphologischen Degradation als bedeutsam erwiesen. Damit sind die Folgen von Gewässerausbau und -begradigung zusammengefasst. Die natürliche Lebensgemeinschaft des Rhithrals findet sich deshalb heute im Wesentlichen nur noch in Bächen, die ein überwiegend bewaldetes Einzugsgebiet haben. Da sich die Belastungen gewässerabwärts potenzieren, ist aber das Rhithral vergleichsweise viel besser erhalten als das Potamal. Insbesondere in den Mittelgebirgen gibt es noch zahlreiche sehr gering oder gar nicht beeinträchtigte Bachläufe.